# Serhij Łajewski
Serhij Łajewski, ukr. Сергій Лаєвський, ros. Сергей Лаевский (ur. 3 marca 1959) – ukraiński lekkoatleta specjalizujący się w skoku w dal. W czasie swojej kariery reprezentował Związek Socjalistycznych Republik Radzieckich.
W 1984 roku zajął III miejsce podczas rozegranych w Moskwie zawodów Przyjaźń-84 (z wynikiem 8,22, za Konstantinem Semkinem i Jaime Jeffersonem). W 1985 roku zdobył brązowy medal halowych mistrzostw Europy w Pireusie (z wynikiem 8,14, za Gyulą Pálóczi i László Szalmą). W 1986 roku zdobył srebrny medal mistrzostw Europy w Stuttgarcie (z wynikiem 8,01, za Robertem Emmijanem). W 1986 roku zajął V miejsce w halowych mistrzostwach Europy w Madrycie (z wynikiem 8,05). W 1987 roku zajął IX miejsce w mistrzostwach świata w Rzymie.
Czterokrotnie zdobył tytuły mistrza Związku Radzieckiego, w latach 1984, 1985, 1986 oraz 1987. Był również halowym mistrzem ZSRR (1985).
Rekordy życiowe:
- skok w dal – 8,35 – Dniepropietrowsk, 16 lipca 1988 roku (rekord Ukrainy)[9]
- skok w dal (hala) – 8,17 – Kiszyniów, 15 lutego 1985 roku